# Documenta 16
Die documenta 16 wird voraussichtlich die 16. Ausgabe der documenta sein, die als weltweit bedeutendste Reihe von Ausstellungen für zeitgenössische Kunst gilt. Sie soll vom 12. Juni bis 19. September 2027 in Kassel stattfinden. Zu ihrer künstlerischen Leitung wurde Naomi Beckwith berufen. Seit dem 1. März 2023 ist der Kulturmanager Andreas Hoffmann als Geschäftsführer im Amt.

## Vorplanung
Nach dem Antisemitismus-Eklat der vorangegangenen documenta fifteen war bereits die Vorplanung zur 16. documenta von Kontroversen geprägt. Die Findungskommission, die bereits 2023 eine Person zur künstlerischen Leitung festlegen sollte, trat nach internen Dissonanzen zurück. Erst am 18. Dezember 2024 wurde Beckwith als Leiterin durch den Geschäftsführer der documenta und Museum Fridericianum gGmbH Andreas Hoffmann bekannt gegeben. Die endgültige Findungskommission bestand aus sechs Mitgliedern: Yilmaz Dziewior, Sergio Edelsztein, N'Goné Fall, Gridthiya Gaweewong, Mami Kataoka, und Yasmil Raymond.

## Kuratorium
Am 18. August 2025 wurde das Kuratorium der Ausstellung vorgestellt. Es besteht aus Carla Acevedo-Yates, Romi Crawford, Mayra A. Rodríguez Castro und Xiaoyu Weng.